# إياد رحيم
إياد رحيم (بالإنجليزية: Ayad Rahim)‏ هو صحفي أمريكي، ولد في 1962.